# 1. Fallschirmjäger-Division
A 1. Fallschirm-Jäger-Division foi uma divisão paraquedista da Luftwaffe durante a Segunda Guerra Mundial.

## Comandantes
- GenMaj Richard Heidrich, 1 de Maio de 1943 - 17 de novembro de 1944
- GenMaj H. Korte, 4 de Janeiro de 1944 - 21 de Fevereiro de 1944
- GenMaj Karl-Lothar Schulz, 18 de Novembro de 1944 - 2 de Maio de 1945

## Oficiais de operações
- Obstlt Adolf Häring, 15 de Junho de 1943 - 28 de Outubro de 1943
- Major Otto Heckel, 28 de Outubro de 1943 - 1944
- Major Fritz Knobloch, 1944 - 45

## História

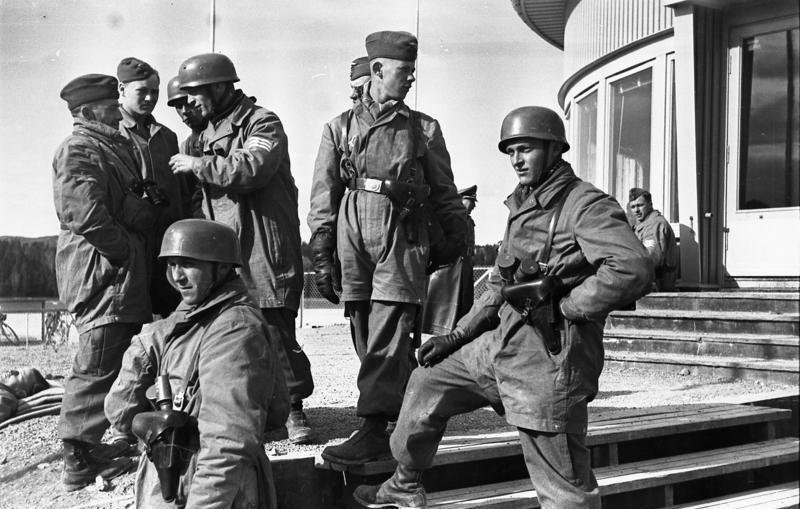
Tropas da unidade em Oslo.

Formado em 1 de Maio de 1943 a partir da 7. Flieger-Division na França. A partir do final de Maio de 1943 permaneceu em Flers (próximo de Caen), estando na Reserva, sob comando do XI. Fliegerkorps / Heeresgruppe D. As primeiras partes da Divisão foram enviados para a Sicília no dia 12 de Julho de 1943, sob comando do XIV. AK, onde logo entrou em combate para defender a ilha sendo que a sua última unidade chegou em Sicília no dia 17 de Setembro de 1943. A divisão ficou em Calabria durante o mês de Agosto e o início de Setembro. Permaneceu na Itália até o término do conflito.

## Serviço de Guerra
| Data              | Corpo de Exército       | Grupo de Exércitos | Local                  |
| ----------------- | ----------------------- | ------------------ | ---------------------- |
| Jun 1943 - Jul 43 | Reserva                 | Heeresgruppe D     | Sul da França          |
| Ago 43            | XIV Corpo de Exército   | OB Süd             | Sicilia                |
| Set 43            | XIV Corpo de Exército   | 10º Exército       | Brindisi, Ortona       |
| Out 43 - Jan 44   | LXXVI Corpo de Exército | 10º Exército       | Costa do Mar Adriatico |
| Fev 44 - Mai 44   | XIV Corpo de Exército   | 10º Exército       | Monte Cassino          |
| Jun 44 - Out 44   | XXVI Corpo de Exército  | 10º Exército       | Adria, Rimini          |
| Nov 44 - Jan 45   | XIV Corpo de Exército   | 10º Exército       | Imola/Via Emilia       |
| Fev 45 - Abr 45   | I. FsAK                 | 10º Exército       | Imola/Via Emilia       |

## Formação
- Fallschirm-Jäger-Regiment 1
- Fallschirm-Jäger-Regiment 3
- Fallschirm-Jäger-Regiment 4
- Fallschirm-Panzer-Jäger-Abteilung 1
- Fallschirm-Artillerie-Regiment 1
- Fallschirm-Flak-Abteilung 1
- Fallschirm-Pionier-Bataillon 1
- Luftnachrichten-Abteilung der Fallschirm-Jäger-Division 1
- Fallschirm-Sanitäts-Abteilung 1
- Fallschirm-Feldersatz-Bataillon 1

## Condecorações
Durante o seu tempo de atuação, diversos soldados desta unidade foram condecorados com a Cruz de Cavaleiro da Cruz de Ferro:
| Nome                               | Data       | Patente      | Unidade                                                           |
| ---------------------------------- | ---------- | ------------ | ----------------------------------------------------------------- |
| Cruz de Cavaleiro da Cruz de Ferro |            |              |                                                                   |
| Herbert Abratis                    | 24.10.1944 | Hauptmann    | Führer II. Bataillon/Fallschirmjäger-Regiment 1                   |
| Rudolf Böhlein                     | 30.11.1944 | Oberleutnant | Chef 2. / Fallschirmjäger-Regiment 4 / 1.Fallschirmjäger-Division |
| Helmut Beyer                       | 9.06.1944  | Hauptmann    | I./Fallschirmjäger-Regiment 4 / 1. Fallschirmjäger-Division       |